# Ptiolina mallochi
Ptiolina mallochi är en tvåvingeart som beskrevs av Hardy och Mcguire 1947. Ptiolina mallochi ingår i släktet Ptiolina och familjen snäppflugor.
Artens utbredningsområde är Alaska. Inga underarter finns listade i Catalogue of Life.